# Škoda Trekka
Trekka – samochód terenowy skonstruowany i montowany w Nowej Zelandii na bazie czechosłowackiej Škody Octavii Combi w latach 1966–1973. Z Czechosłowacji importowano podwozie i układ napędowy, a w Nowej Zelandii produkowano opracowaną lokalnie karoserię zbliżoną wyglądem do Land Rovera. Całość była montowana w Auckland pod nadzorem inżynierów z Czechosłowacji. Samochód zyskał pewną popularność także w Indonezji i Australii (do każdego z tych krajów wyeksportowano po około 100 pojazdów). Łącznie wyprodukowano 2 500 egzemplarzy tego modelu w dwóch wersjach nadwoziowych: furgon i pickup.
Zaletą tego pojazdu była niska cena i wysoki komfort podczas jazdy po drogach utwardzonych, a wadą – mała wytrzymałość i niskie właściwości terenowe (użyte podwozie samochodu osobowego miało napęd tylko na tylną oś i nie było zaprojektowane do obciążeń powstających podczas jazdy w trudnym terenie). Planowane było wprowadzenie mechanizmu różnicowego z automatyczną blokadą, lecz prace nie zostały uwieńczone sukcesem. Problemem była też nierówna jakość importowanych podzespołów.
Jedynym powodem powstania tego pojazdu była ówczesna polityka gospodarcza Nowej Zelandii: dolar nowozelandzki był walutą niewymienną, a rynek nowozelandzki był silnie chroniony. Importowane pojazdy były obłożone wysokimi cłami, a do tego nabywcy musieli uiszczać część należności w walutach wymienialnych (np. funtach brytyjskich lub dolarach amerykańskich). Importerzy musieli występować o koncesje importowe. Importowane podzespoły służące do montażu aut w Nowej Zelandii były obłożone niższym cłem, a gotowe pojazdy były sprzedawane całkowicie za dolary nowozelandzkie. W tej sytuacji małoseryjna produkcja, normalnie bardzo droga, mogła być opłacalna.

## Literatura
- Todd Niall, "The Trekka Dynasty", Iconic Publishing Auckland 2004, ISBN 0-476-00757-7
- Michael Stevenson, "This is the Trekka", 2003, ISBN 0-477-06541-4 (Azja i Australia) ISBN 3-936919-00-3 (Europa i USA)